# Innere Quellspitze
Die Innere Quellspitze ist ein 3516 m ü. A. hoher Berg in den Ötztaler Alpen im Schnalskamm nahe der Weißkugel. Der Gipfel befindet sich genau auf der Grenze zwischen der italienischen Provinz Südtirol und dem österreichischen Bundesland Tirol. An der Inneren Quellspitze zweigt vom Schnalskamm der Saldurkamm Richtung Süden ab, der in der Äußeren Quellspitze (3385 m) seinen ersten Gipfel findet. 
Die Innere Quellspitze kann über den Nordgrat vom Hintereisjoch aus in einer halben Stunde bestiegen werden, oder vom Quelljoch aus in einer Stunde über den Südgrat. Beide Anstiege verlangen Kletterei im II. Grad der UIAA-Skala.
Am Hintereisjoch ist der Berg aufgrund der vorherrschenden Winde im Winter von einem bis zu 50 m hohen Windkolk umgeben.

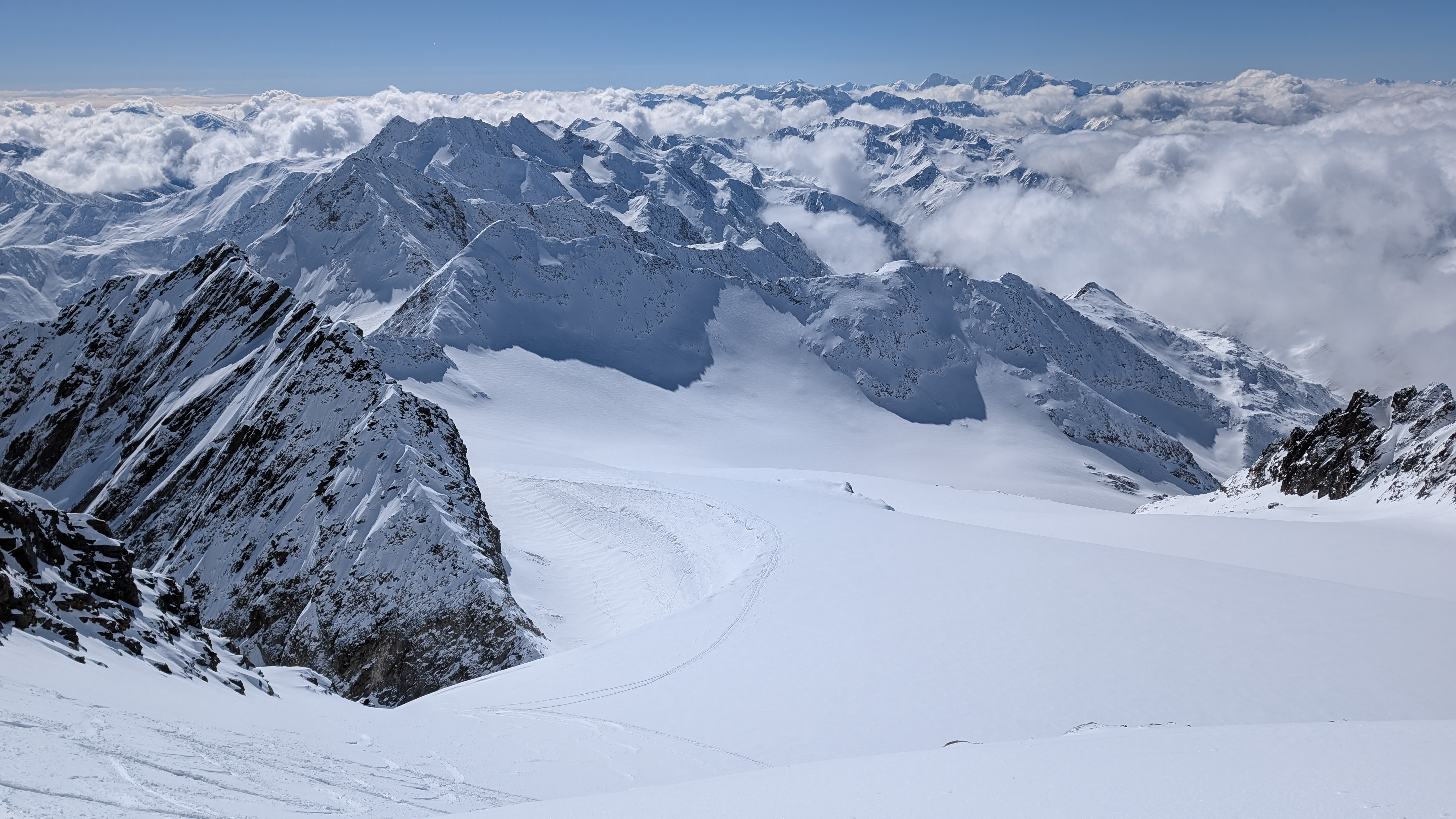
Innere Quellspitze mit Windkolk am Hintereisjoch, von Norden fotografiert (März 2025)

Der Bergname ist eindeutig jüngeren, alpinistischen Ursprungs, da für das standardsprachliche Wort Quelle in der lokalen Mundart eigentlich Brunnen gebräuchlich ist.